# Lo sguardo nel buio
Lo sguardo nel buio è una raccolta di racconti dello scrittore Guglielmo Biraghi, uscita nel 1972. Lo stesso anno il libro è entrato nella finale del Premio Strega.

## Trama
Il libro raccoglie 18 brevi racconti fantastici, fantascientifici, metafisici, inseriti in una cornice semi-realistica.
Uno scrittore sposato con una attrice le racconta le storie che ha scritto.
Alla fine del libro l'autore ha posto la scritta:
«Roma, 24 aprile 1971.»

## Struttura e stile
I diciotto racconti sono racchiusi da una cornice formata da un prologo, due intermezzi e un epilogo.
Lo stile è quello del narratore onnisciente che scrive in terza persona nel tempo perfetto.

## Edizioni
- Guglielmo Biraghi, Lo sguardo nel buio, ed. Rizzoli, 1972, 155 pagine, sovracoperta di Enzo Aimini, fotografia dell'autore di Glauco Cortini.